# Termine singolare
Nella filosofia del linguaggio, i termini singolari sono definiti come espressioni che ambiscono a denotare o a caratterizzare particolari persone, luoghi o altri oggetti. Sono l'opposto dei termini generali (ad esempio: "auto", "sedia") che possono denotare molteplici cose.
Esistono vari tipi di termini singolari: nomi propri (es. "Matteo"), descrizioni definite (es. "il secondo pescatore nella barca"), pronomi personali singolari (es. "lei"), pronomi dimostrativi  (es. "questo"), ecc.
Storicamente, sono state offerte varie definizioni di "termine singolare":
1. Un termine che ci dice di quale individuo si sta parlando. (John Stuart Mill, Arthur Prior, PF Strawson)[1]
2. Termine di numero singolare, cioè un nome proprio (proprium nomen), un pronome dimostrativo (pronomen demonstrativum) o un pronome dimostrativo con nome comune (cum termino communi) (Guglielmo di Ockham)[2]
3. Un termine che riguarda intrinsecamente l'oggetto a cui si applica o si riferisce (Gottlob Frege)[3]
4. Un termine di un unico oggetto che vale "in un unico senso" (Pietro di Spagna)[4]